# ピュイ・ド・ドーム
ピュイ・ド・ドーム（フランス語: Puy de Dôme）とは、フランスのピュイ＝ド＝ドーム県にある標高1,464mの火山。
南北に連なるシェヌ・デ・ピュイ火山群の最高峰で、県の名称はこの山に因む。県庁所在地のクレルモン＝フェランの市街地から西へ9kmほどの距離にある。「ピュイ」とは、オーヴェルニュ地方で使われる、火山に付けられたローカルな固有名詞に近い言葉で、円錐形の小さな火山を意味する。
シェヌ・デ・ピュイ火山群では大西洋から吹く湿った大気が阻まれて多量の雨をもたらす。雨は透水性の高い火山噴出物の中に染みこみ、地下水となってふたたび麓に湧き出す。これを利用したのが、日本でも広く販売されているミネラルウォーター『ボルヴィック』である。かつてはペットボトルのラベルにピュイ・ド・ドームの姿が描かれていた。

## 形成
シェヌ・デ・ピュイ火山群は単成火山群で、ピュイ・ド・ドームはこれを構成する溶岩ドームであり、およそ1万1000年前に噴火してできたものである。麓の平坦面からの比高は450mほど。山体は西側がやや急斜面であることや、山頂が三角形であることから、一度つくられた溶岩ドームの東側が大崩壊し、その後、新たな溶岩ドームが埋めて現在の姿となったと考えられている。

## 歴史
1648年、トリチェリの真空実験（トリチェリの真空）を耳にしたパスカルが義兄ペリエに頼み、ピュイ・ド・ドームにて水銀柱を使って真空と大気圧の関係を証明した（ピュイ・ド・ドームの実験）。この業績により、後に圧力・応力の単位がパスカルと名づけられた。
1872年、ローマ時代の神殿跡（Temple de Mercure）が、山頂で気象台の建設中に発見され保存されている。
1956年、放送事業者であるTDFの高さ73mに及ぶ電波塔が建設された。

## 観光
ピュイ・ド・ドームには展望を求めて多くの観光客が訪れる。2012年5月にはラック式パノラミック・デ・ドーム鉄道が開業。東麓から時計回りに高度を上げて山頂まで達している。登山道を使って登頂することもできる。また、山体の形状や植生、アクセスの良さからスカイスポーツの場としても利用されている。

## その他
クレルモン＝フェランの街の中心にある巨大な大聖堂は、シェヌ・デ・ピュイ火山群の溶岩から切り出された石材を利用して建造されたため、街並と異なった黒色をしている。

## ギャラリー

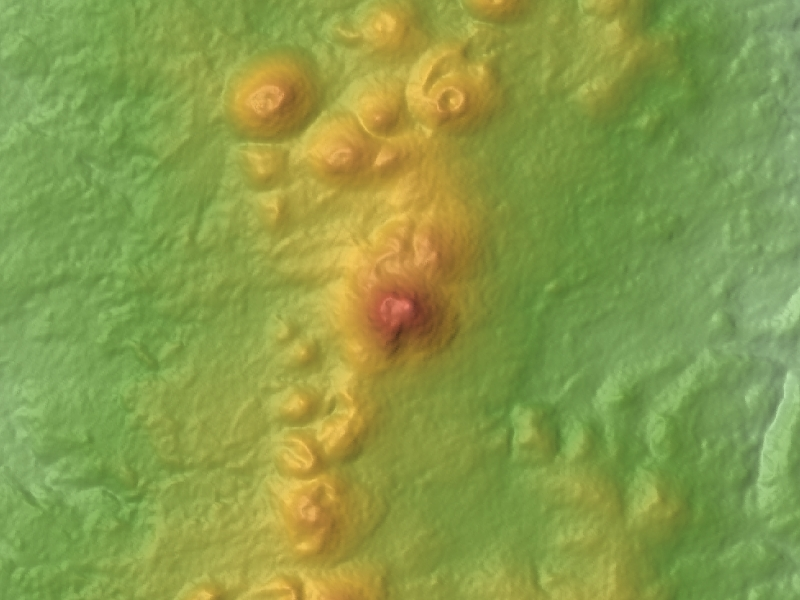
地形図 高峰が本火山 周辺には多数の火砕丘が形成されている
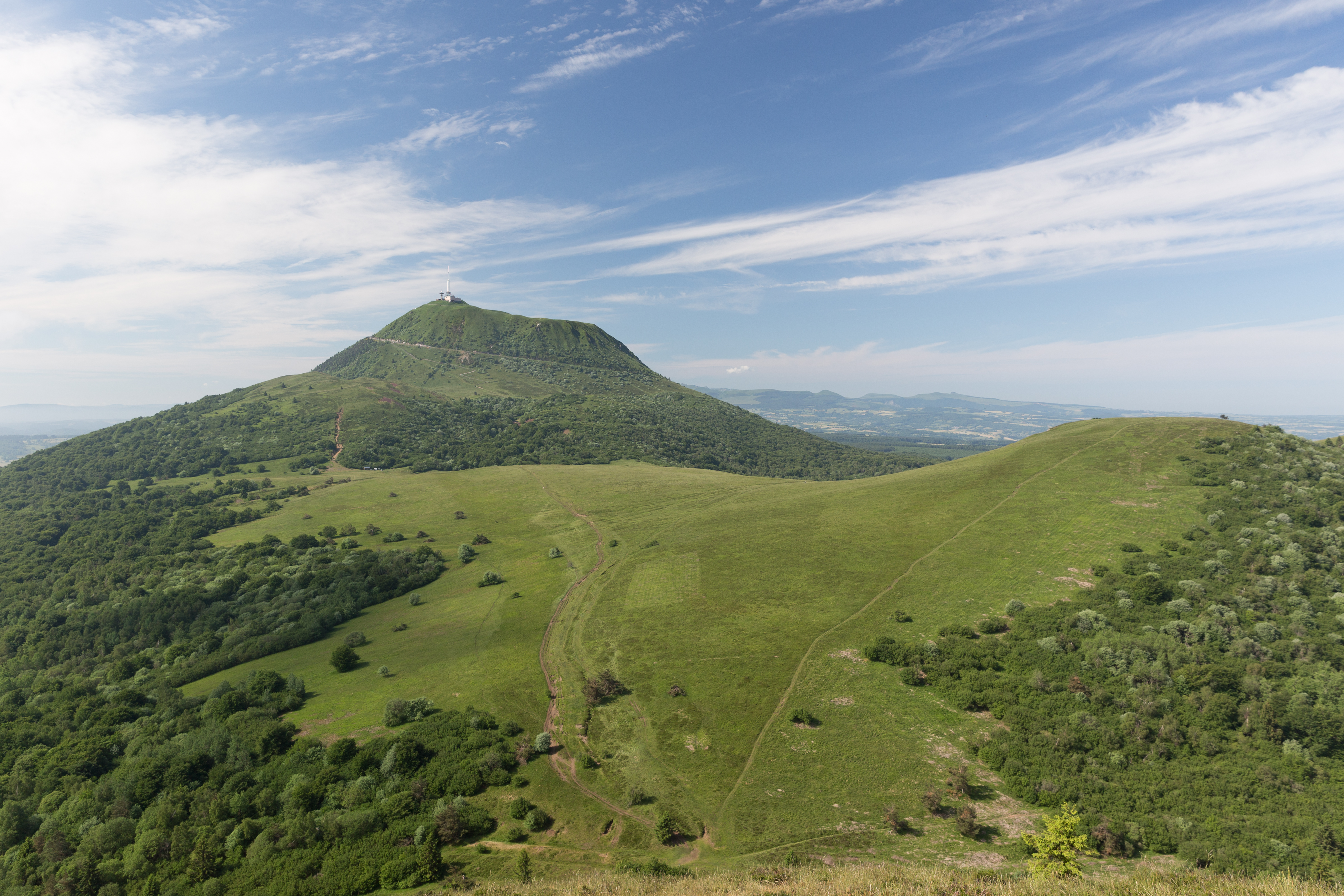
北より
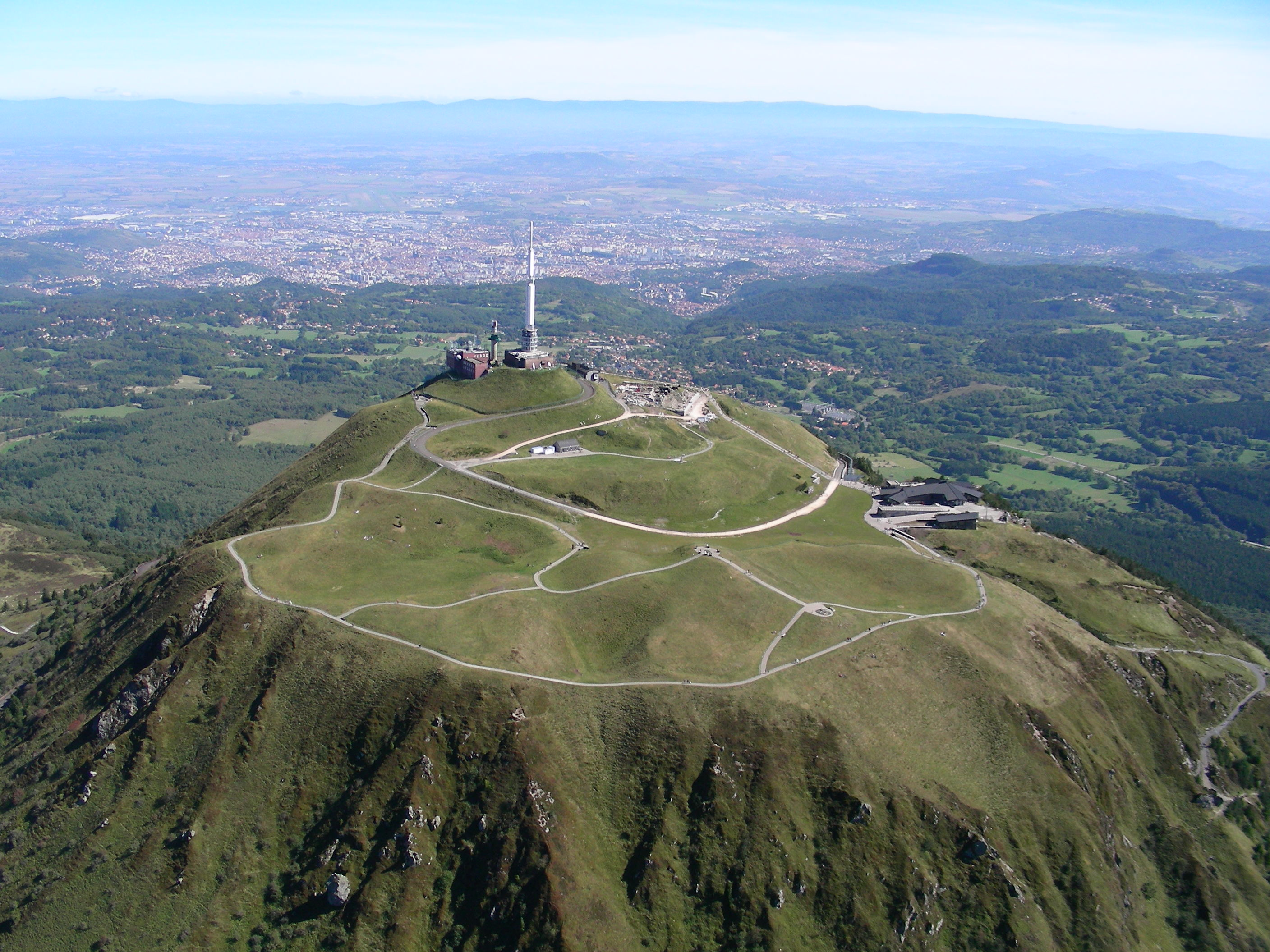
山頂部の空撮
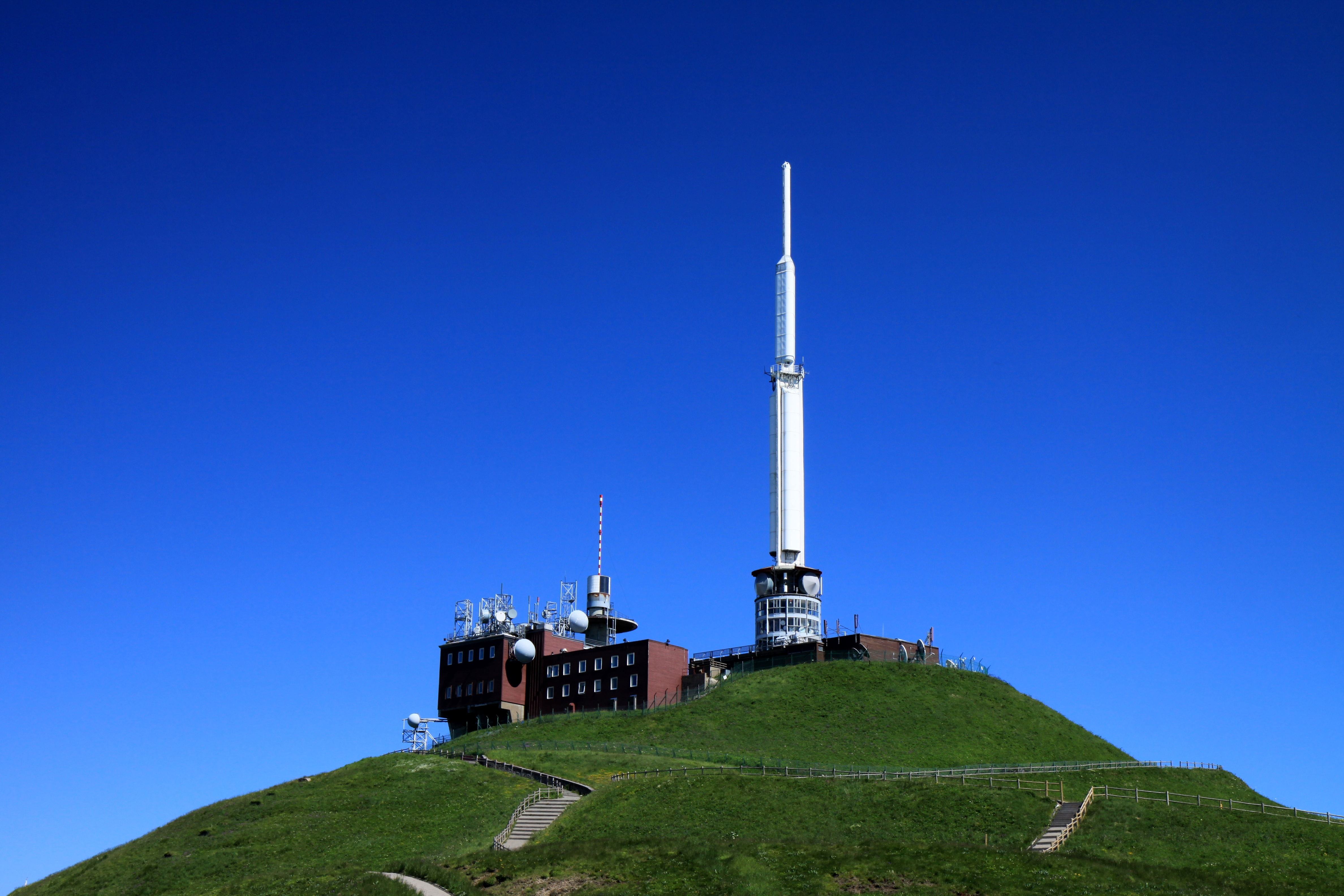
山頂部と電波塔
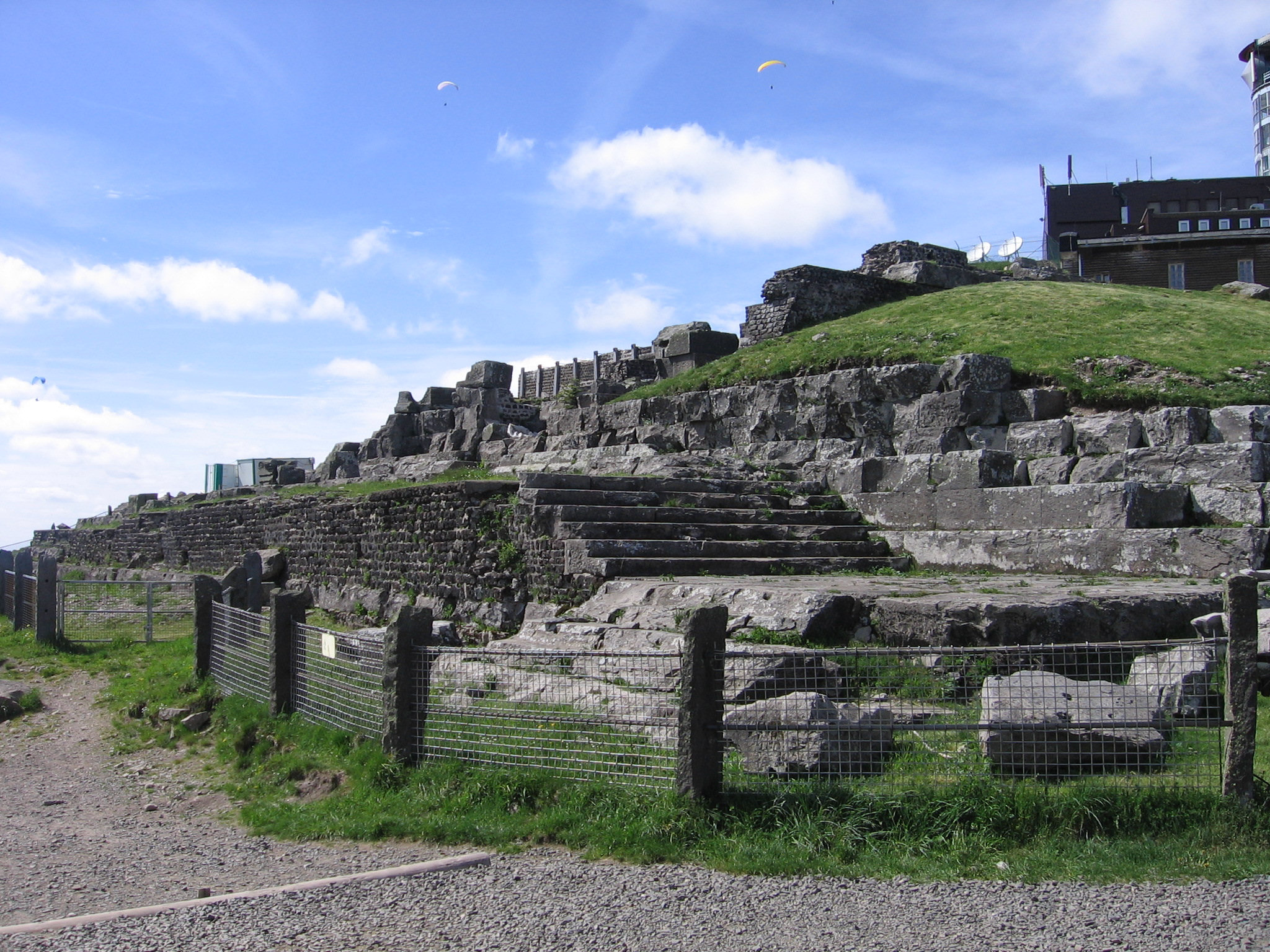
山頂の神殿跡
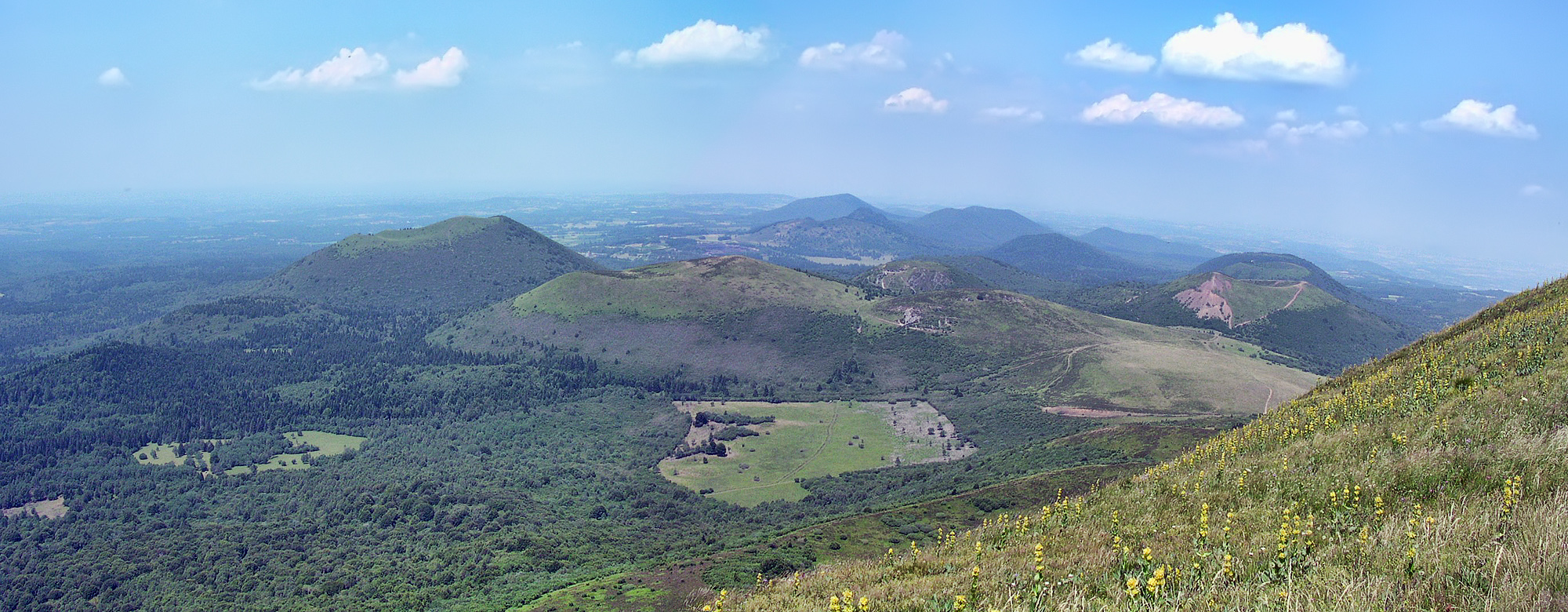
本火山から見たシェヌ・デ・ピュイ火山群 各峰が一つの火山
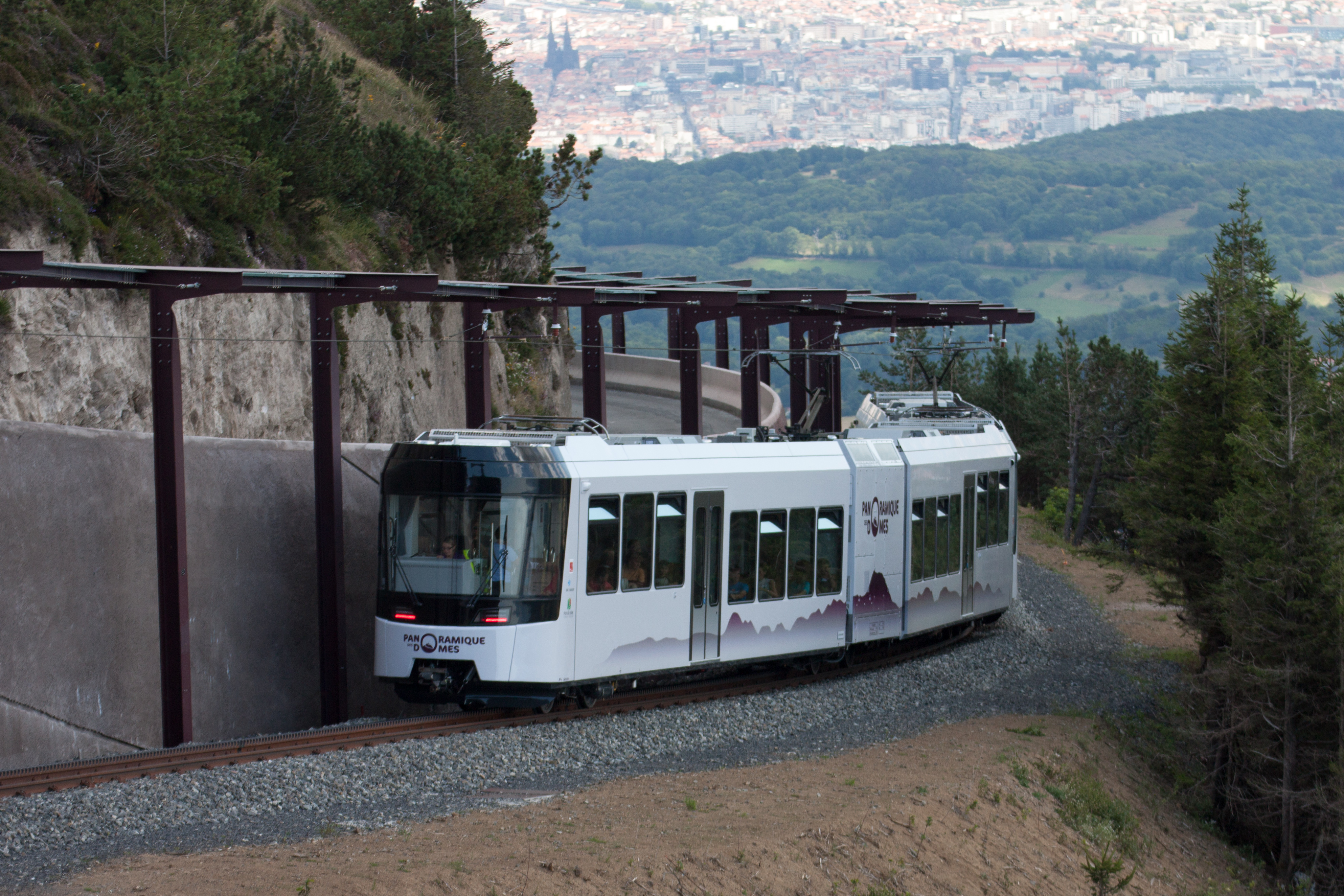
Panoramique des Dômes鉄道
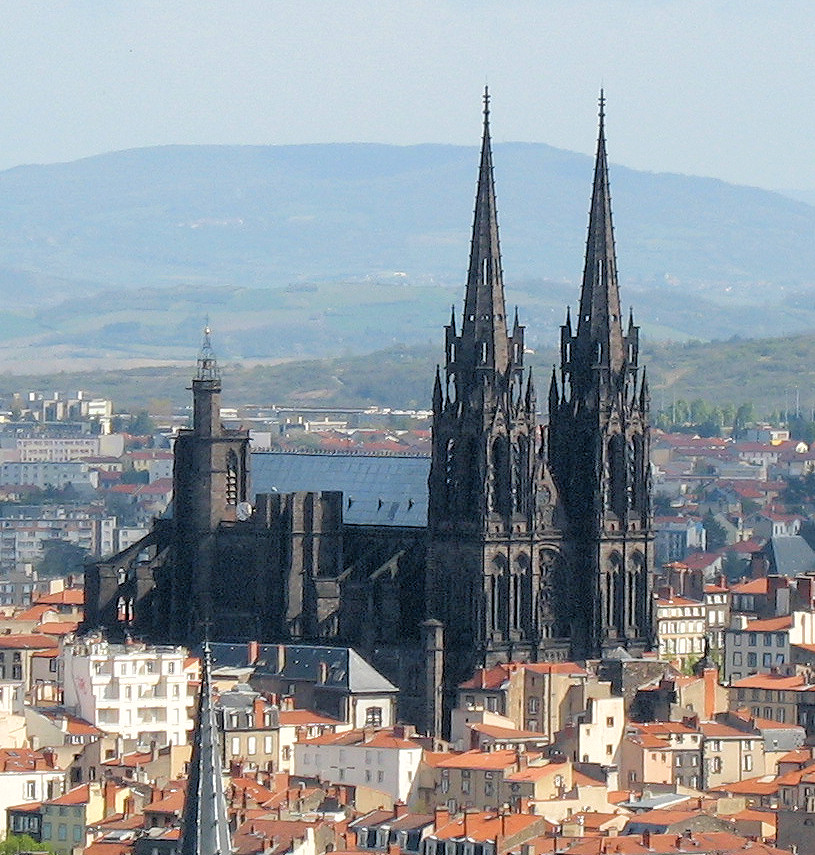
クレルモン＝フェラン大聖堂（英語版、フランス語版）と街並の色